# M'Pongo Love
M'Pongo Love, de son vrai nom Alfride M'Pongo Landu, est une chanteuse congolaise née le 27 août 1956 à Boma et morte le 15 janvier 1990 à Kinshasa (RDC). 
Elle est connue plus pour sa voix aigüe, douce et mélancolique. Elle est considérée avec Abeti Masikini, comme les deux grands noms dans la catégorie dame de la musique congolaise. M’pongo Love est son nom de scène qu’elle prend à l’âge de 19 ans. Son style musical est la rumba et elle chante en lingala.

## Situation personnelle

### Enfance
Elle naît le 27 août 1956 dans une ville portuaire sur la côte ouest de la République démocratique du Congo, fille de Gilbert-Pierre Pongo (en), un ancien officier de l’armée zaïroise. 
Lorsqu’elle a quatre ans, en 1960, elle connait une suite tragique, d’abord une paralysie causée par une injection de pénicilline mal administrée et quelque temps après, le décès de son père survenu dans un règlement de comptes politico-militaire.
M’pongo Love ne retrouve l’usage de ses jambes qu’en 1962, soit deux ans plus tard, mais partiellement. C’est à Notre-Dame de Boma pendant ses études primaires qu’elle prend goût à la musique au sein de la chorale paroissiale.

### Carrière musicale
M’pongo Love, aidée par l’une de ses amies, proche de Empompo Loway (en) le saxophoniste de l’orchestre African fiesta national de Tabu Ley Rochereau, se convertit à la musique pendant qu’elle évoluait dans la société Districars de Dokolo (Concessionnaire automobile) en tant que secrétaire de direction. Soutenu par Deyess Empompo Loway qui devient son encadreur et arrange sa musique, elle crée son propre orchestre qu’elle nomme le Tcheke Tcheke Love.
Son premier Tube « Pas possible Maty » sorti en 1976 lui donne un succès auprès du public kinois.
Elle fait ensuite des tournées au Zaïre et à l'étranger après son premier concert au Cinépolis de Kinshasa vers le Boulevard du 30 juin, avec Empompo accompagnant son groupe musical. Elle se fait une figure emblématique grâce à sa musique de qualité.
Elle participe aux côtés de Franco Luambo dans l'orchestre national du Zaïre (ONAZA) mis sur pied depuis le Festac '77 par le Ministère de la culture et des arts de la République du Zaïre, collaborant avec l’orchestre « Les Ya Tupa’s » et plusieurs auteurs et compositeurs de l’époque, notamment Kapela, Bastia Nama, Bopol Mansiamina, Ray Lema, Lutumba Simaro, Pepe Manuaku, Alfred Nzimbi, Bony Mbikayi, Freddy Mayaula Mayoni, Souzy Kaseya, Ndombe Opetum, Youlou Mabiala, Checain Lola, Michel Boyinbanda, Josky Kiambukuta, Pajos, Michelino Mavatiku, Decca, Flavien Makabi, Depuissant et Desoin, lui prêtant ainsi main-forte. 
Elle enregistre aussi à Paris signant avec Safari Ambiance, après sa séparation d’avec Empompo Loway, s’associant à Merry un ancien Directeur artistique de l’orchestre de l’armée Orfaz, au professeur Oscar Diyabanza et à Bopol Mansiamina. Elle se produit sous le label « Love’s Music », donnant des concerts, ainsi qu'une série de tournées en Afrique de l'Ouest.

### Retraite et mort
Vers la fin de sa carrière musicale, elle s’installe au Gabon et c’est là qu’elle souffre de méningite cérébrale. Elle est transférée plus tard à Kinshasa pour hospitalisation et s’éteint le 15 janvier 1990 quelques jours après la mort de Vadio Mambenga (un autre artiste du Zaïre ayant vécu également avec handicap physique), précédant à son tour de quelques jours celle de son ancien mentor Deyess Empompo.
M’pongo Love laisse à l’âge de 33 ans une œuvre qui a eu un écho et continue d’émerveiller les mélomanes dans toute l'Afrique. Toute sa carrière est saluée par son style et son intelligence mettant de côté son handicap physique. Elle représente l’icône de l’émancipation féminine en Afrique et du courage.

### Vie privée
Mpongo Love avait 2 frères, 3 demi-frères et une demi-sœur. Femme pudique, M'Pongo Love, était discrète sur sa vie privée. Elle a eu 3 enfants :  Sandra M'pongo Ndo, Ritchy Pongo Landu et Grâce Pongo Otina.

## Discographie

### Albums
- 1977 : L’Afrique danse avec M’Pongo Love – éditions African Music 360.102
- 1982 : M’Pongo Love – Safari Sound SAS 036
- 1983 : M’Pongo Love – Safari Sound – SAS 047
- 1985 : Mokili Compliqué – Rythmes et Musique REM 440
- 1986 : Une Seule Femme – New King Productions NK 5113
- 1986 : Gina – TLI Production – TLI 106
- 1987 : Exclusivité Ya L’Amour (with Alexandre Sambat) – Melodie DK 006
- 1987 : Partager – Syllart Records SYL 8386

## La fondation M'Pongo Love
Sandra, la fille aînée de M'Pongo Love crée en 2005 une fondation dénommée ONG M'Pongo Love en l'honneur de sa mère, pour venir en aide aux personnes, femmes et enfants, handicapées dont M’Pongo Love représentait un modèle de parfaite intégration et de réussite sociale.